# Pestalotiopsis antenniformis
Pestalotiopsis antenniformis är en svampart som först beskrevs av B.J. Murray, och fick sitt nu gällande namn av Y.X. Chen 1994. Pestalotiopsis antenniformis ingår i släktet Pestalotiopsis och familjen Amphisphaeriaceae.   Inga underarter finns listade i Catalogue of Life.